# Grand aquarium Saint-Malo
 (août 2024).
La mise en forme du texte ne suit pas les recommandations de Wikipédia : il faut le « wikifier ».
Les points d'amélioration suivants sont les cas les plus fréquents. Le détail des points à revoir est peut-être précisé sur la page de discussion.
- Les titres sont pré-formatés par le logiciel. Ils ne sont ni en capitales, ni en gras.
- Le texte ne doit pas être écrit en capitales (les noms de famille non plus), ni en gras, ni en italique, ni en « petit »…
- Le gras n'est utilisé que pour surligner le titre de l'article dans l'introduction, une seule fois.
- L'italique est rarement utilisé : mots en langue étrangère, titres d'œuvres, noms de bateaux, etc.
- Les citations ne sont pas en italique mais en corps de texte normal. Elles sont entourées par des guillemets français : « et ».
- Les listes à puces sont à éviter, des paragraphes rédigés étant largement préférés. Les tableaux sont à réserver à la présentation de données structurées (résultats, etc.).
- Les appels de note de bas de page (petits chiffres en exposant, introduits par l'outil «  Source ») sont à placer entre la fin de phrase et le point final[comme ça].
- Les liens internes (vers d'autres articles de Wikipédia) sont à choisir avec parcimonie. Créez des liens vers des articles approfondissant le sujet. Les termes génériques sans rapport avec le sujet sont à éviter, ainsi que les répétitions de liens vers un même terme.
- Les liens externes sont à placer uniquement dans une section « Liens externes », à la fin de l'article. Ces liens sont à choisir avec parcimonie suivant les règles définies. Si un lien sert de source à l'article, son insertion dans le texte est à faire par les notes de bas de page.
- La présentation des références doit suivre les conventions bibliographiques. Il est recommandé d'utiliser les modèles {{Ouvrage}}, {{Chapitre}}, {{Article}}, {{Lien web}} et/ou {{Bibliographie}}. Le mode d'édition visuel peut mettre en forme automatiquement les références.
- Insérer une infobox (cadre d'informations à droite) n'est pas obligatoire pour parachever la mise en page.

Pour une aide détaillée, merci de consulter Aide:Wikification.
Si vous pensez que ces points ont été résolus, vous pouvez retirer ce bandeau et améliorer la mise en forme d'un autre article.
Pour les articles homonymes, voir Aquarium (homonymie) et Saint-Malo (homonymie).
Le grand aquarium de Saint Malo est un aquarium public géant de 1996, situé à l’entrée de la cité corsaire de Saint-Malo, au cœur du bassin malouin, dans le département d'Ille-et-Vilaine en Bretagne,,.

## Historique
Appartenant au groupe européen de parcs de loisirs Looping Group, ce site touristique fait partie des principaux aquariums publics de France. Avec une surface totale de 4 000 m2 pour 2,5 millions de litres d’eau (dont 600 000 L pour le plus grand des 46 bassins - hors attraction Nautibus), le promeneur peut y observer environ 10 000 animaux du monde marin d'environ 600 espèces différentes, dans dix univers différents,,. 

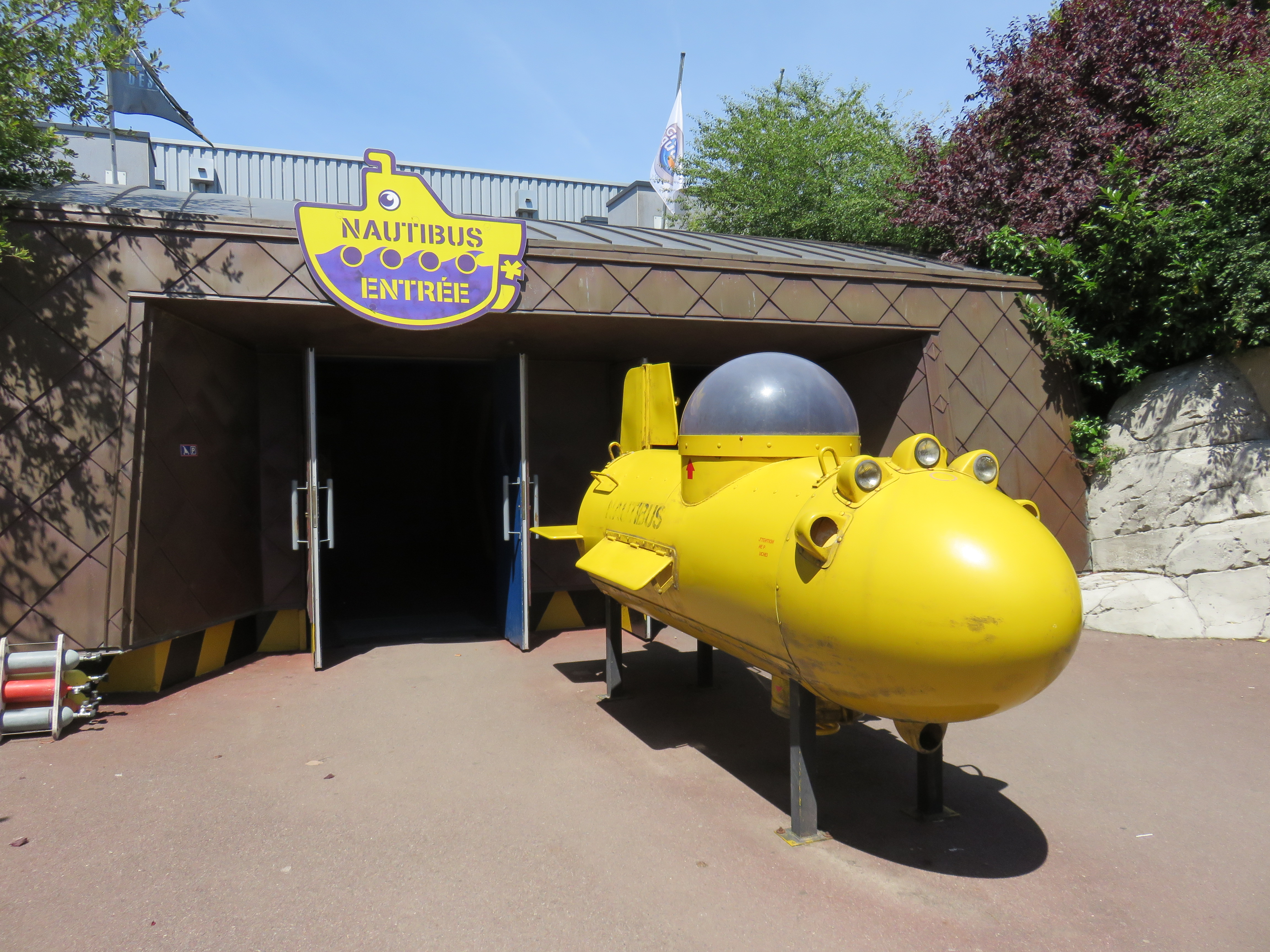
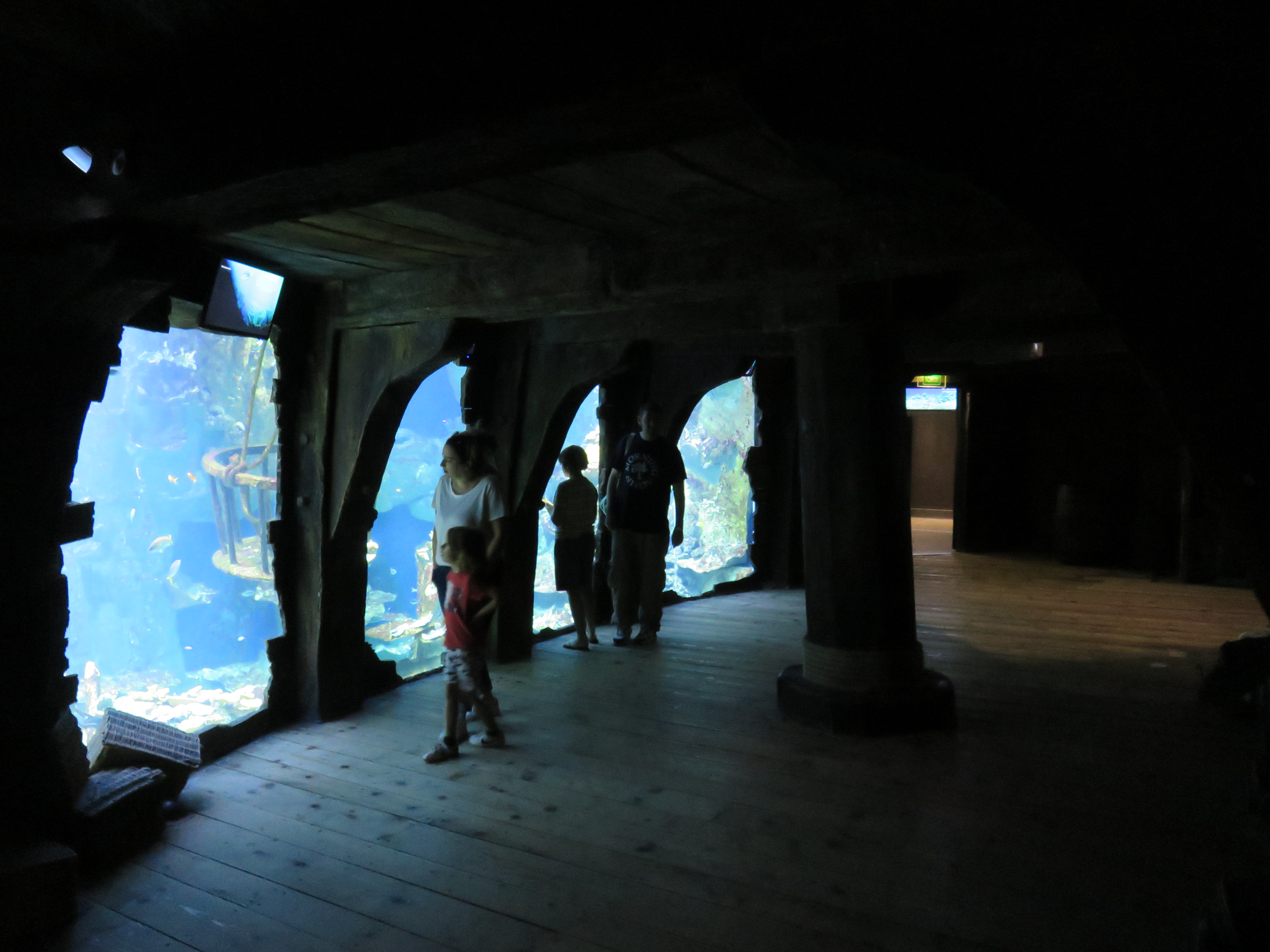
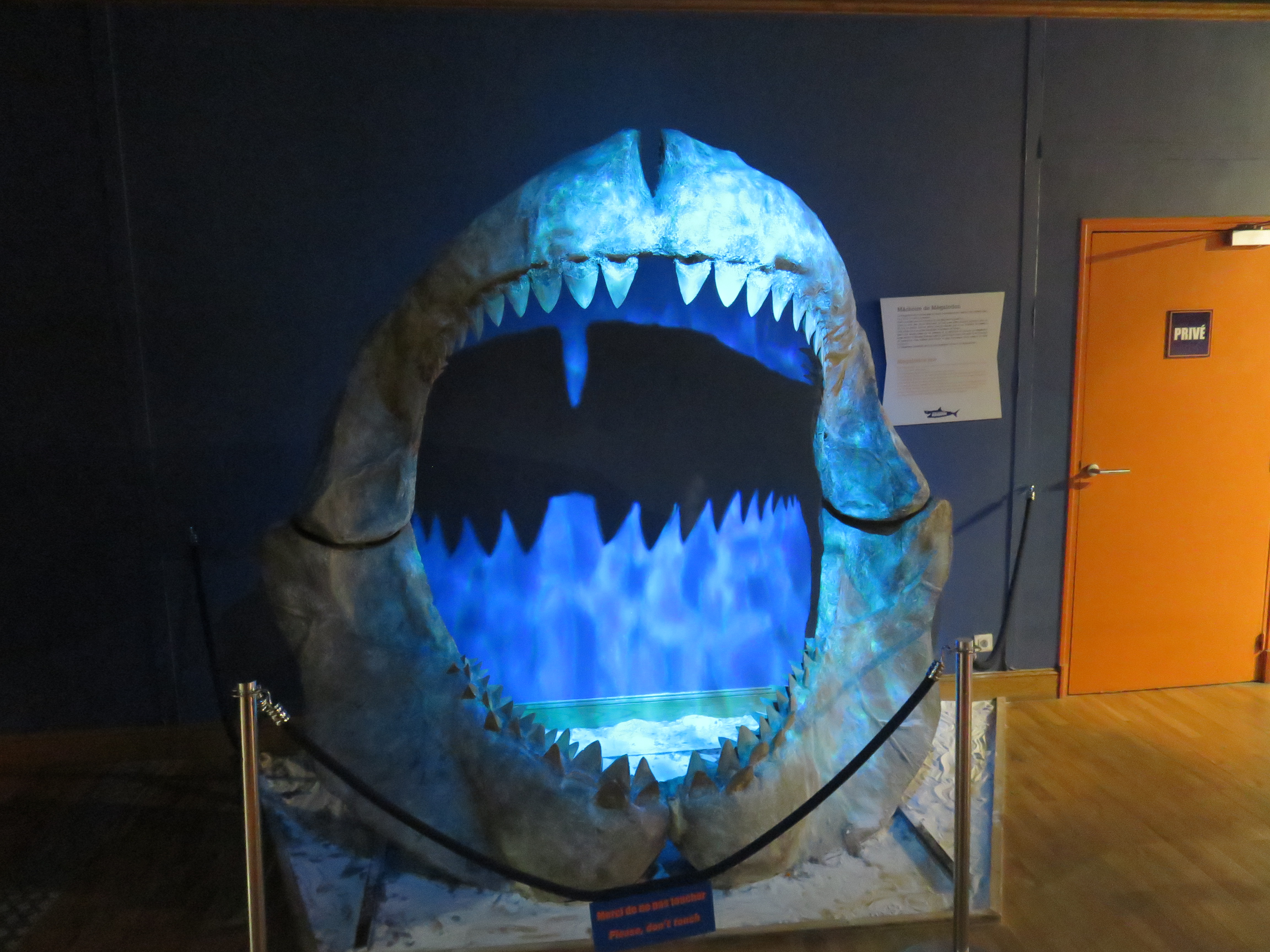

Visité annuellement par environ 360 000 personnes, cet aquarium est avec Océanopolis de Brest un des sites touristiques les plus visités de Bretagne. Il est l'une des attractions touristiques d'Europe à avoir été distingué par un Thea Award, décerné par la Themed Entertainment Association.

## Salles et attractions
L’aquarium géant propose de découvrir le monde sous-marin dans dix univers différents :
- Les mers froides et tempérées, avec ses méduses, hippocampes, crabes géants du Japon (jusqu'à 3,80 m d'envergure), anémones de mer, poissons-loups, barracudas...
- Les mers chaudes et tropicales, avec ses poissons clowns, poissons chirurgiens, coraux, anguilles de jardin, nautiles, murènes, poissons-pierres, rascasses volantes...
- Les mangroves tropicales, avec ses paludariums de poissons quatre-yeux, tortues, piranhas...
- Une cale d'épave sous-marine de galion pirate entourée par des requins pointe-blanche, requins pointe-noire et carangues...
- Un bassin tactile de 120 m2 retraçant les contours de la Bretagne permet de toucher les espèces marines qui peuplent les côtes bretonnes, tels que roussettes, turbots, étoiles de mer ou araignées de mer...
- Un anneau à 360° de 600 000 L d’eau, dans lequel nagent sept requins de quatre espèces différentes, un mérou géant et trois tortues marines dont l'une à plus de 30 ans d'âge. L’aquarium proposait un temps l’originalité de pouvoir passer une nuit d'hôtel insolite dans cet anneau entouré de requins[8],[9].
- Le Nautibus, sous-marin suivant un parcours parmi 5 000 poissons nageant dans un bassin d’ 1 500 000 L.
- Abyssal Descender, simulateur de sous-marin d'exploration des abysses sous haute pression, de 3000 à 5000 m de profondeur[10].
- Accès aux coulisses (à certaines dates)[11].

Quelques aquariums et paludariums
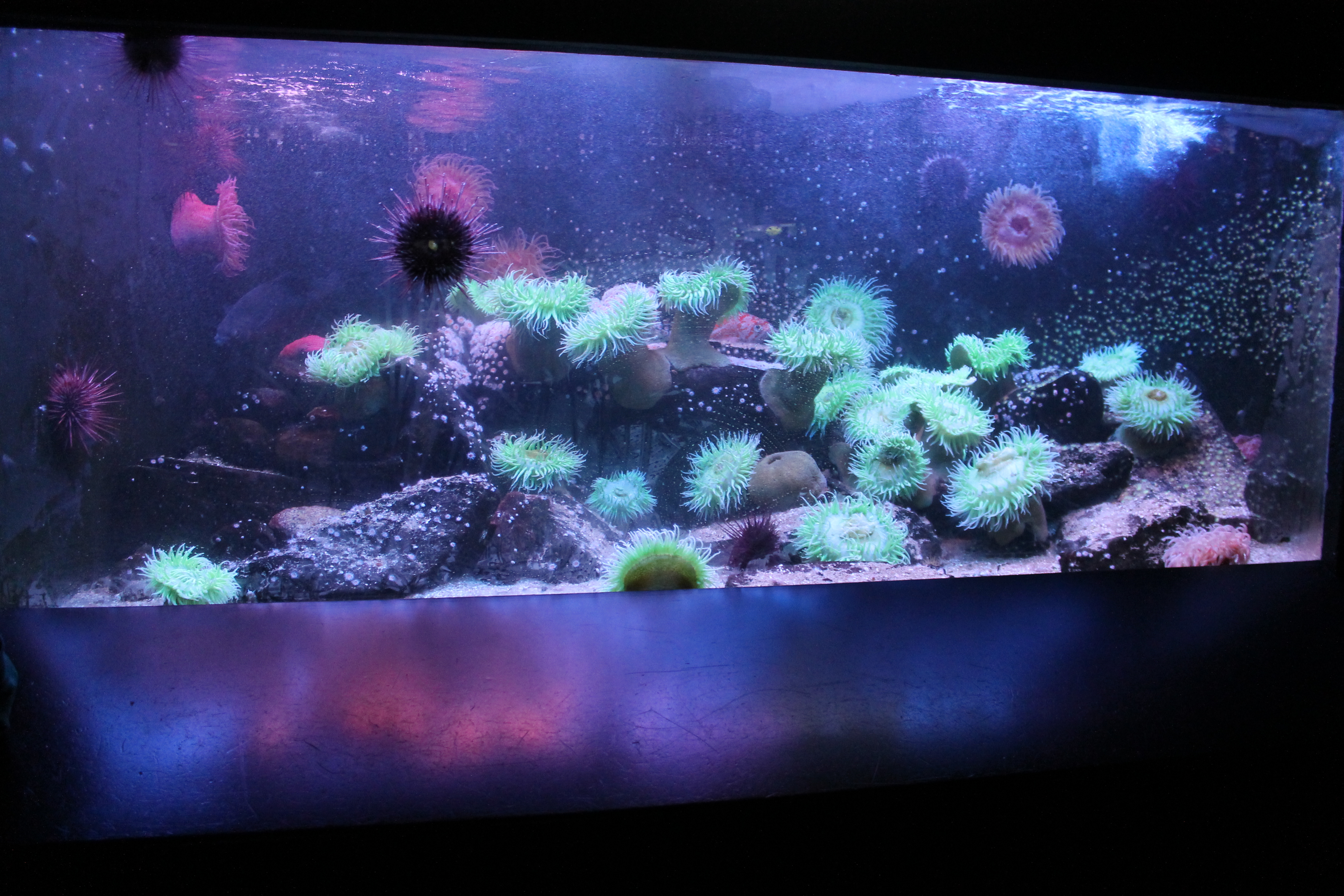
Anémones de mer
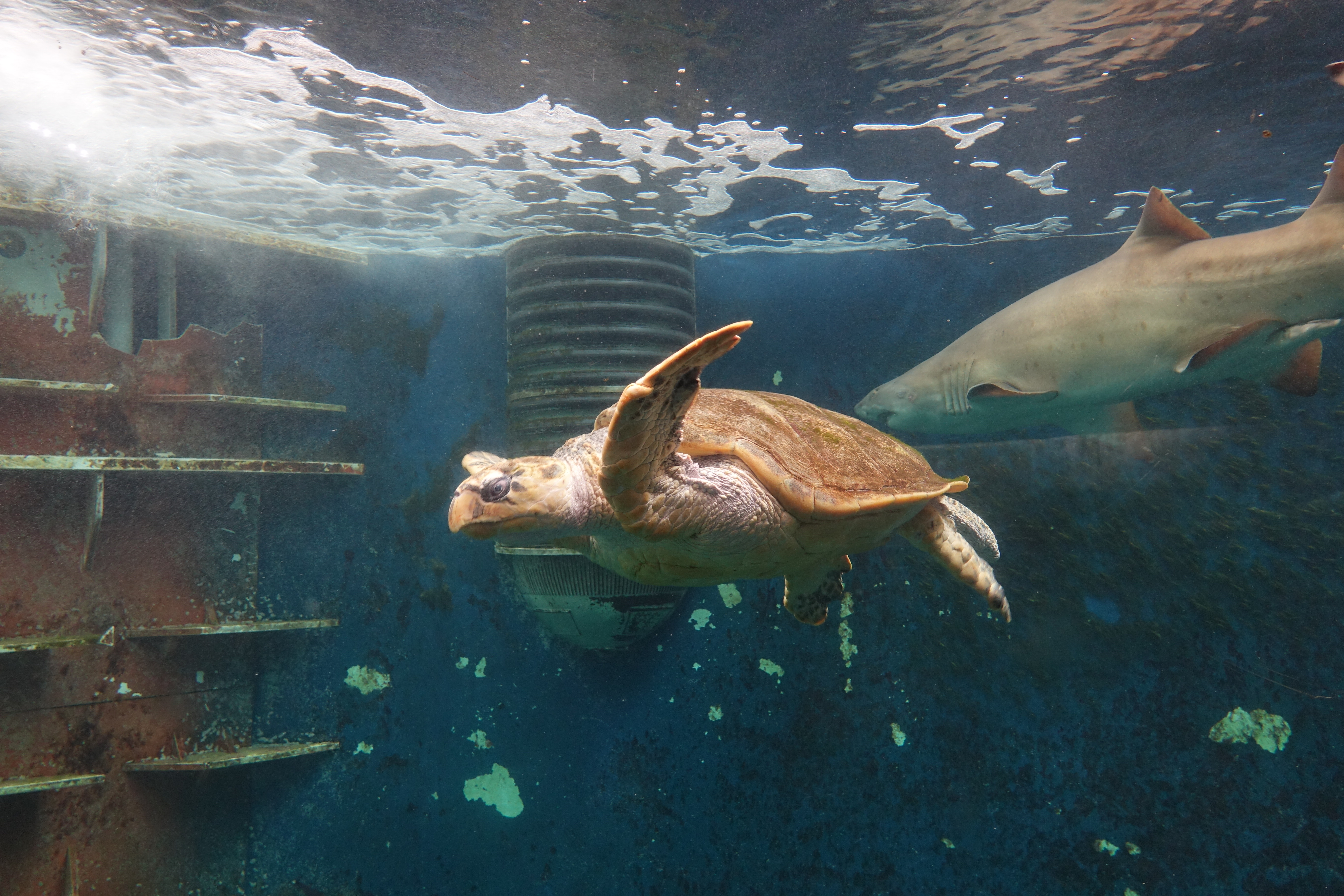
Tortue caouanne
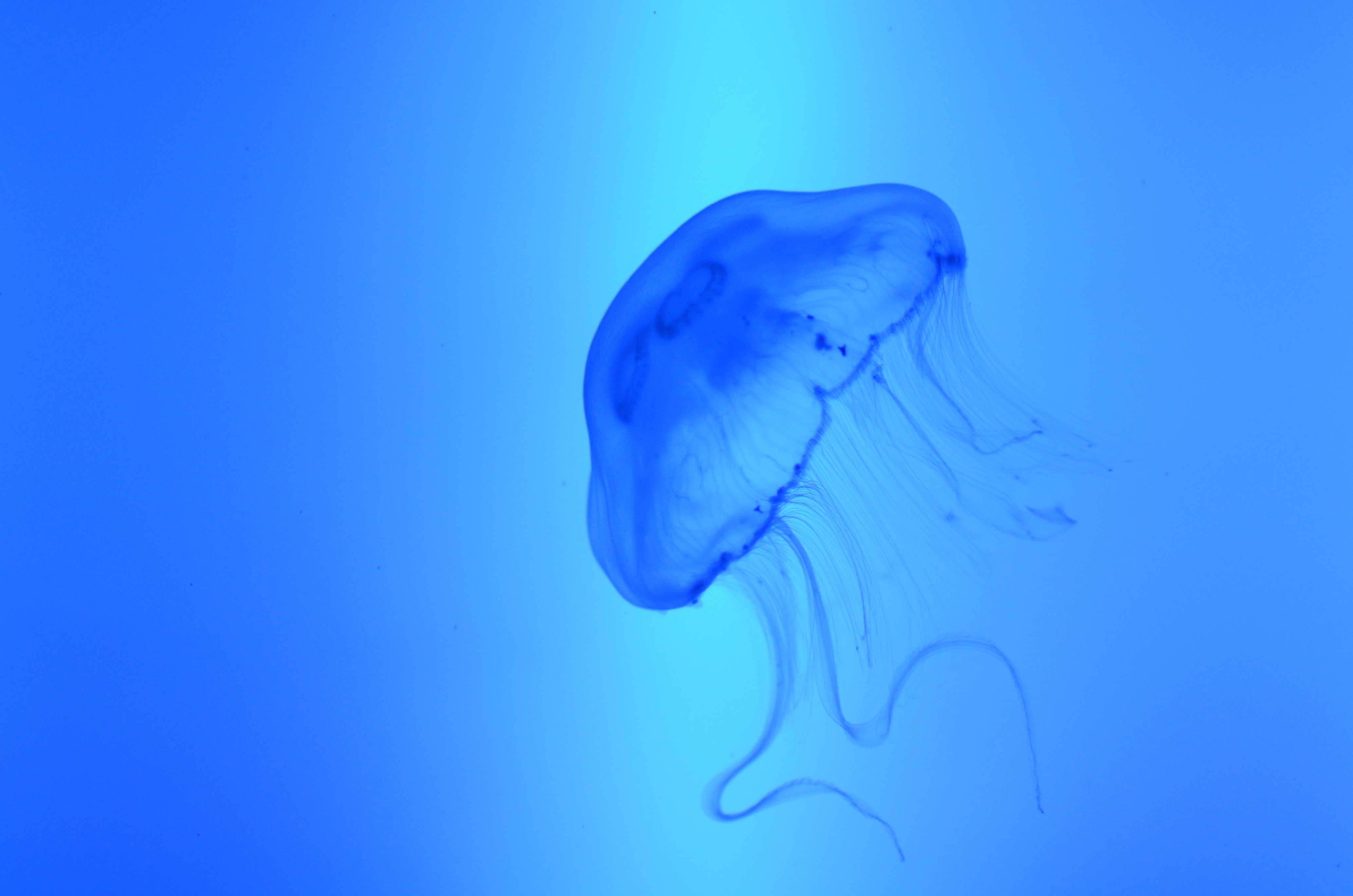
Méduse (Aurelia aurita)
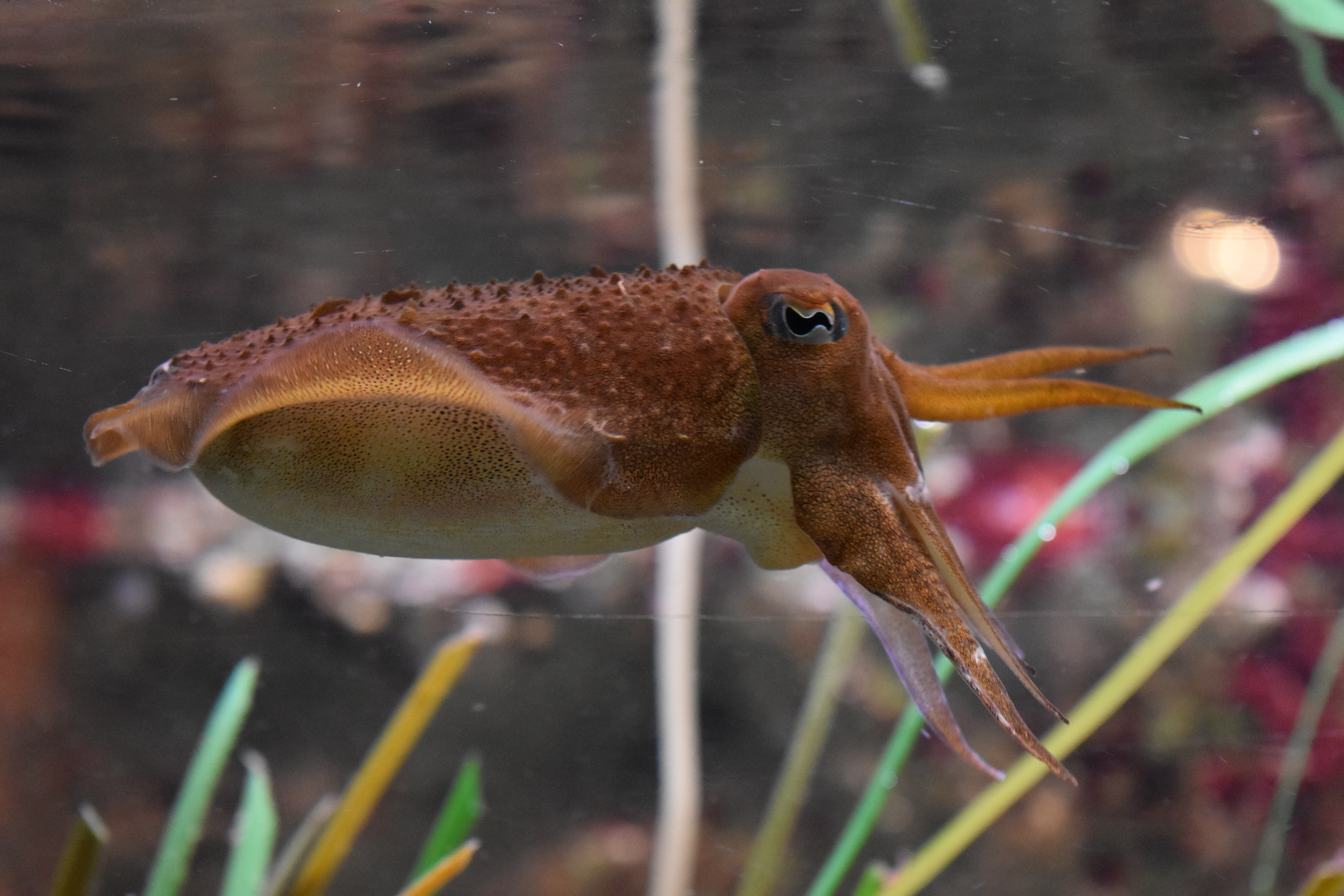
Seiche (Sepia officinalis)
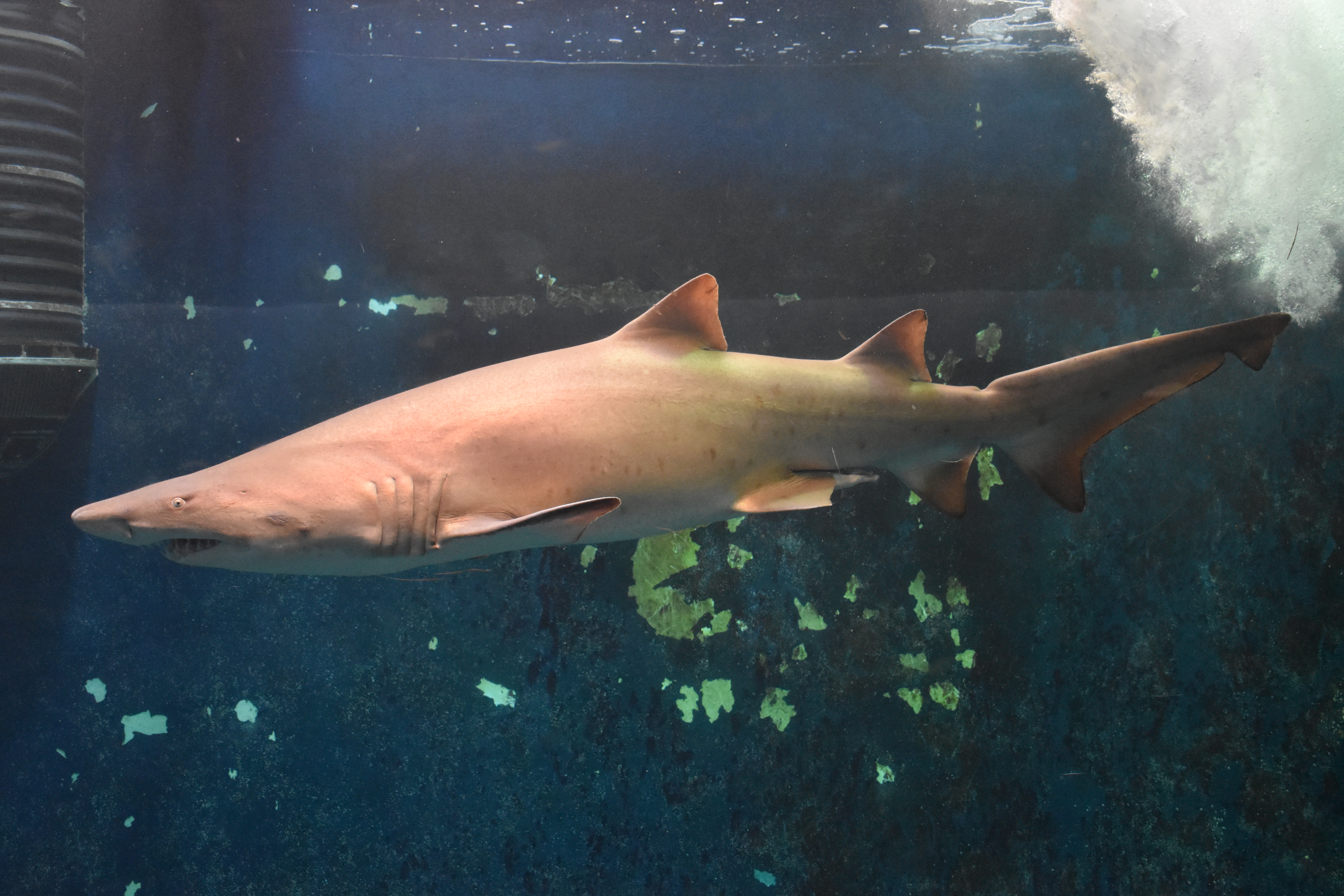
Requin-taureau (Carcharias taurus)
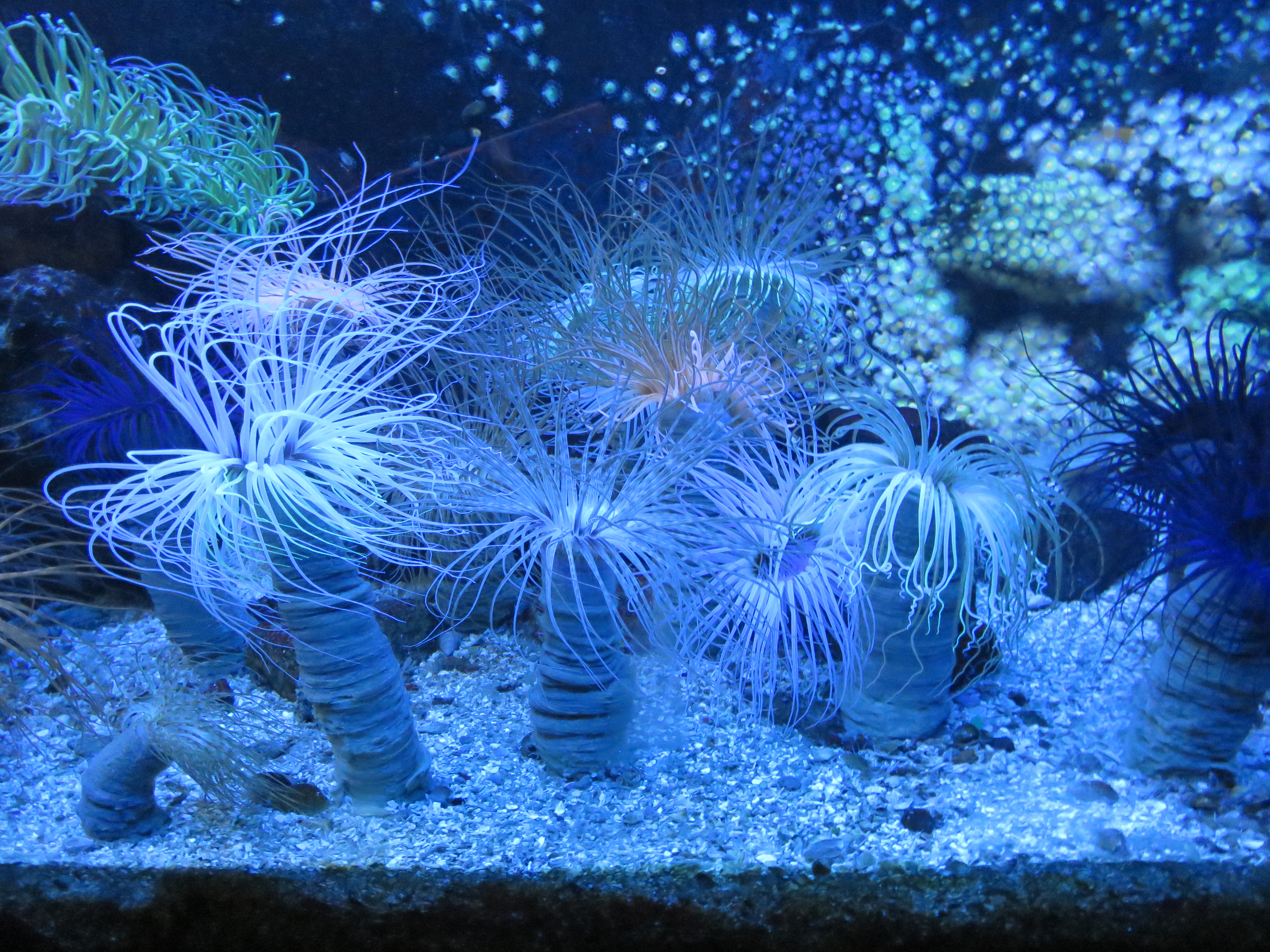
Anémones de mer
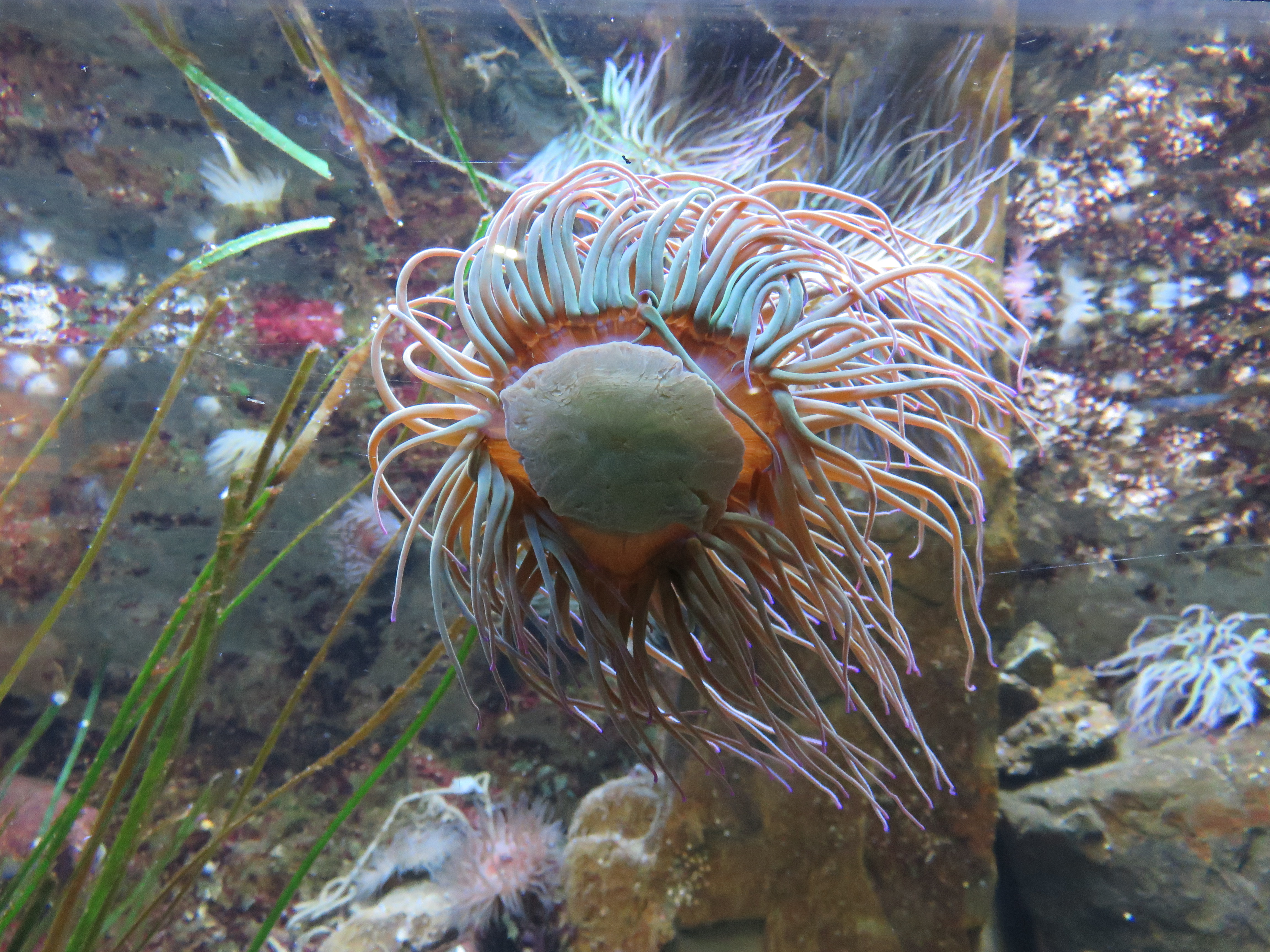
Anémone de mer rouge
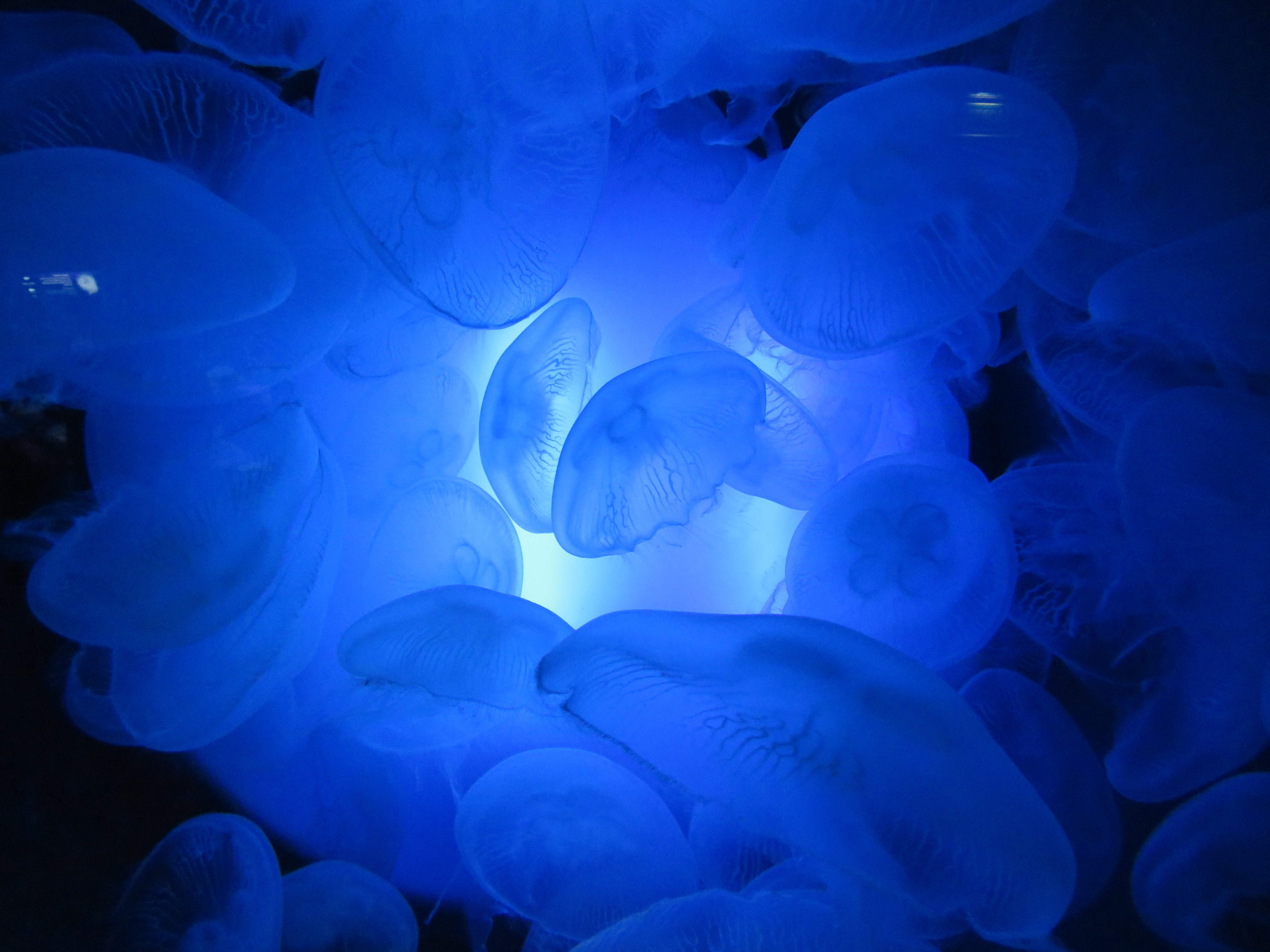
Méduse (Aurelia aurita)
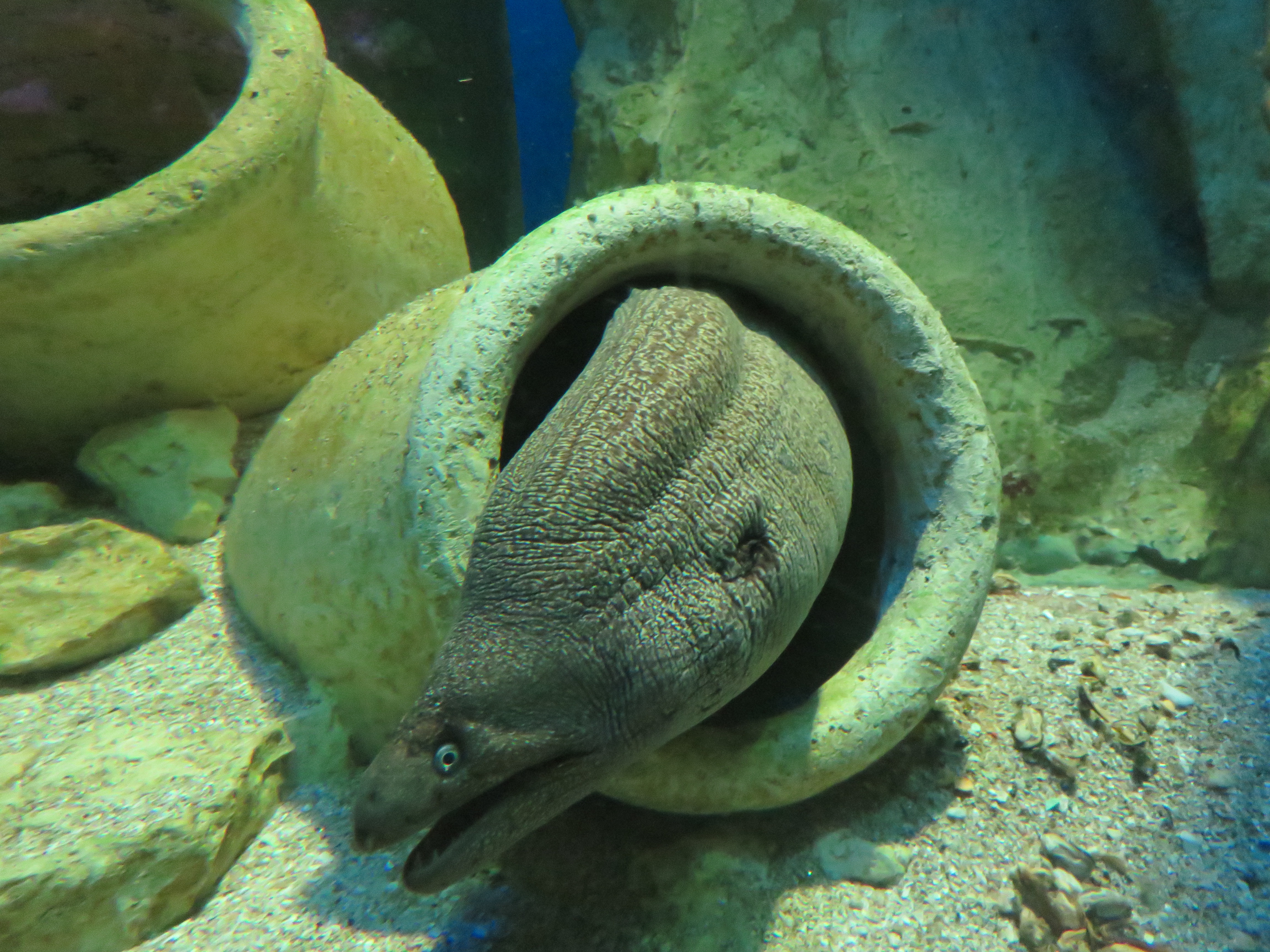
Murène grecque
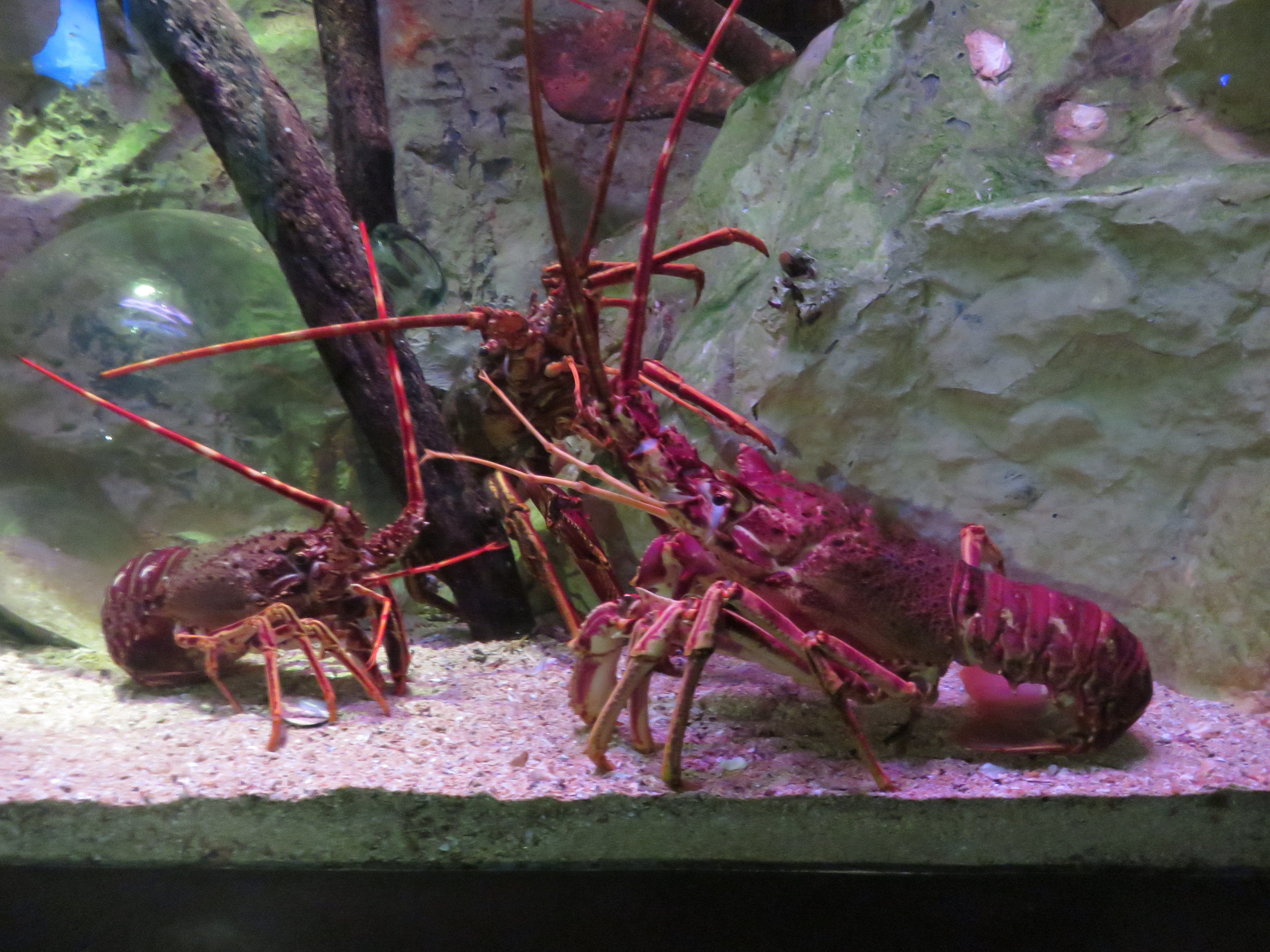
Langoustes rouges
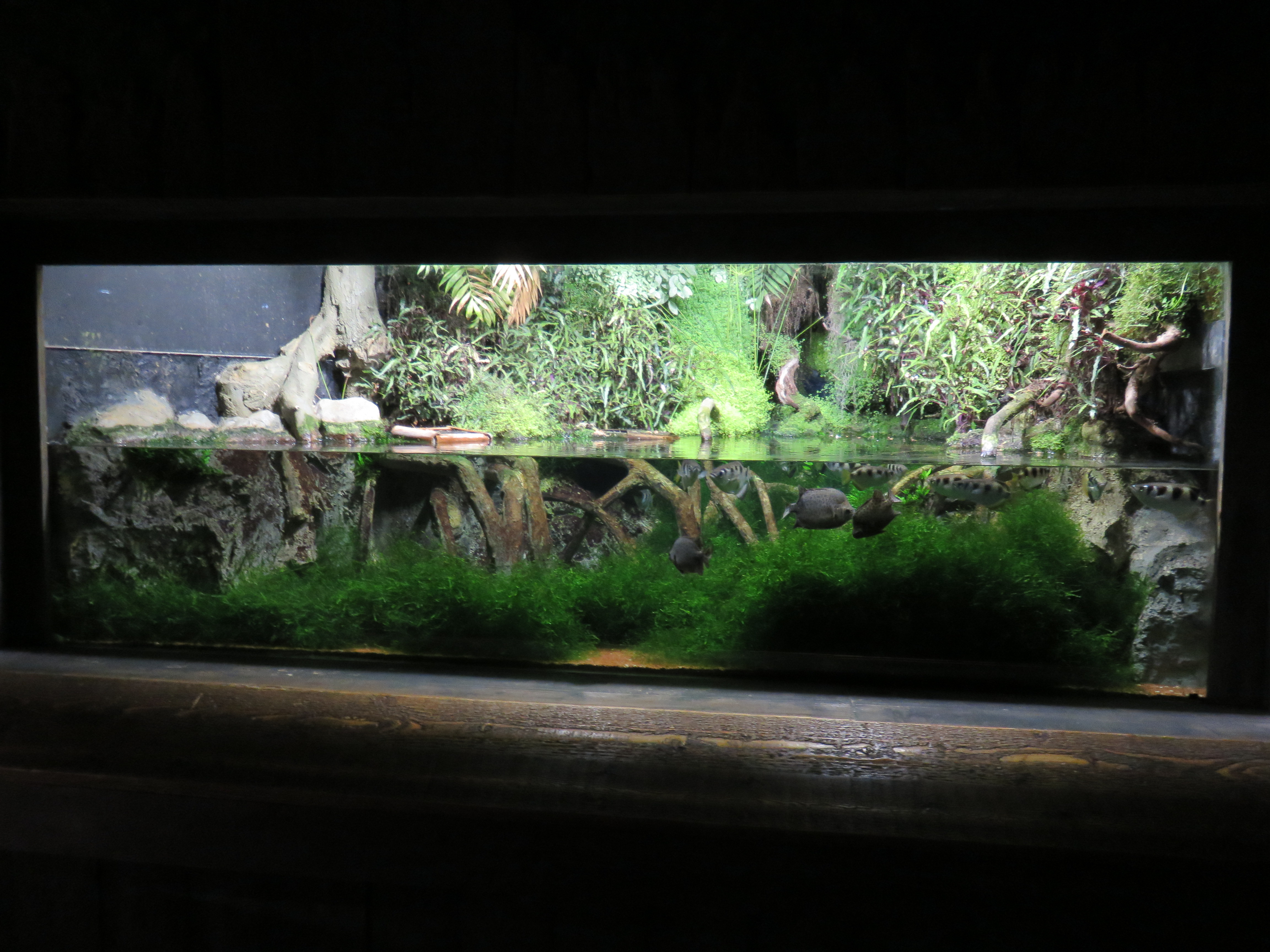
Paludarium de piranhas
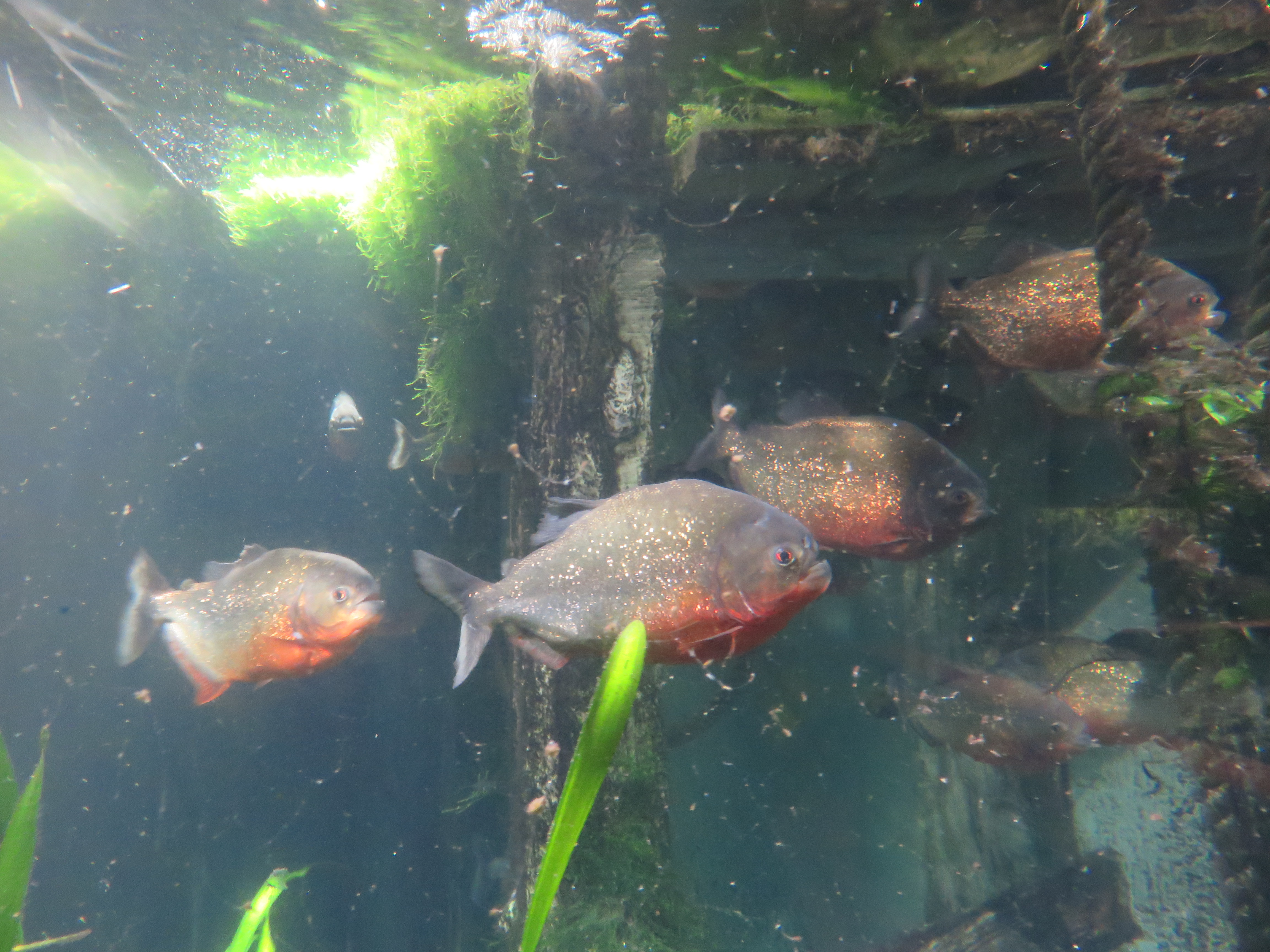
Piranhas rouges
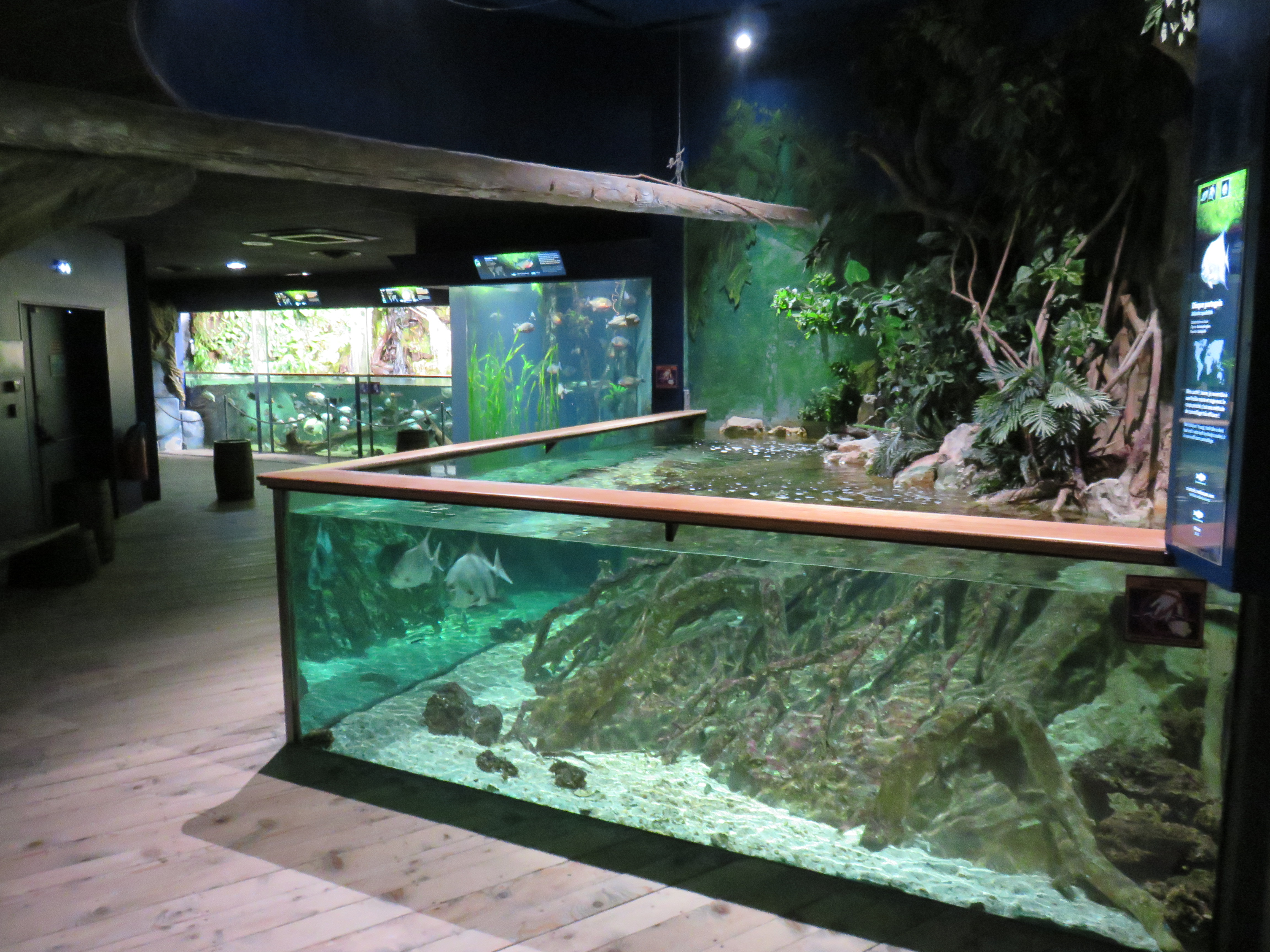
Paludariums de mangroves
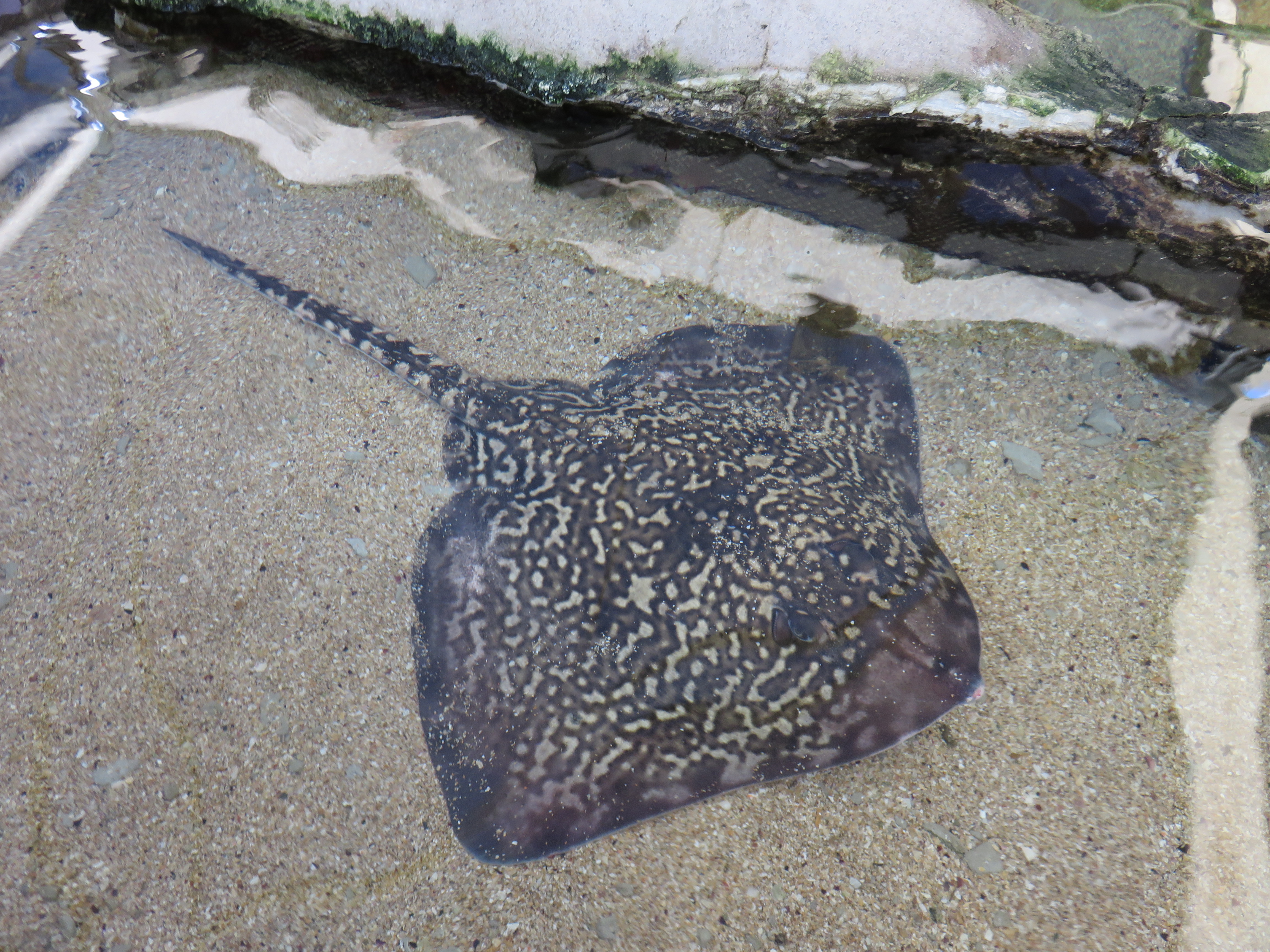
Bassin tactile de raies

## Quelques dates chronologiques

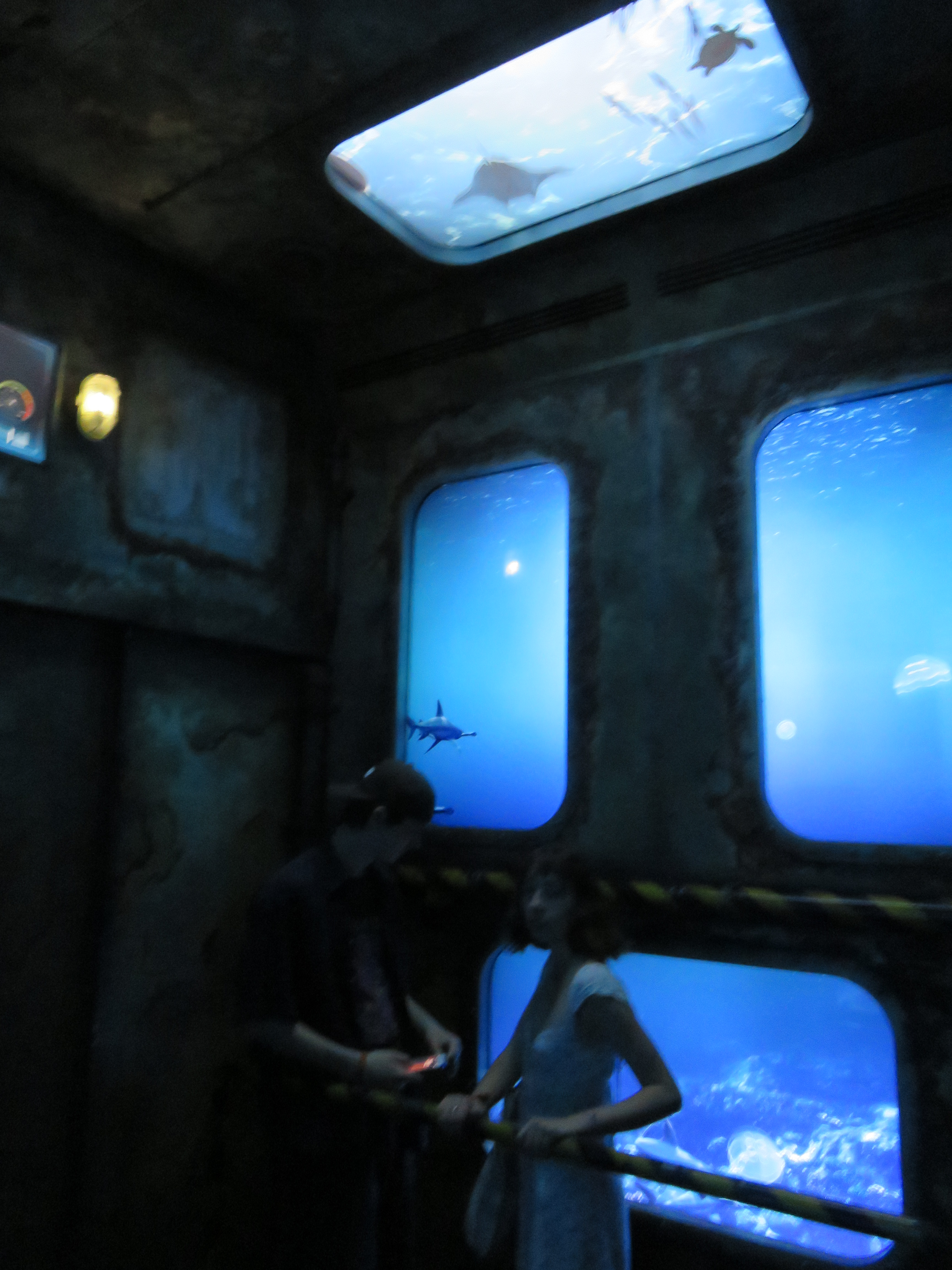
Abyssal Descender d'exploration des abysses sous haute pression.

- 1996 : Ouverture du grand aquarium de Saint-Malo, conçu et réalisé par Maurice Chichportiche, déjà propriétaire de l'aquarium d'Intra Muros, fondé en 1963 par Jean Grivet (1917-1993), et rénové en 1997 et également fondateur de l’aquarium du Grand Lyon en 2004. La même année ferme l'aquarium-musée de la Mer de Dinard, à quelques kilomètres.
- 1997 : lancement du cinéma 3D à l’étage.
- 1998 : création du bassin tactile.
- 1999 : achat du grand aquarium de Saint-Malo par le groupe Compagnie des Alpes (un des leaders des parcs de loisirs en Europe) avec Frédéric Charlot pour directeur.
- 2000 : la scénographie fait peau neuve.
- 2001 : création d’une des attractions phares, le Nautibus, une balade en sous-marin réalisée par Jacky Beffroi, connu pour ses réalisations de spectacles sous-marins.
- 2002 : le Nautibus reçoit le Themed Entertainment Association Award pour sa scénographie et le trophée du tourisme d’Ille-et-Vilaine dans la catégorie « Grand Équipement Touristique ».
- 2003 : plusieurs partenaires, dont le grand aquarium de Saint-Malo, créent l’association « Attention Mer fragile »[12].
- 2004 : lancement d’une attraction sensorielle Dans le Bleu.
- 2006 : le grand aquarium fête ses dix ans.
- 2007 : changement de logo et de charte graphique. Exposition « Le Monde des Requins », du 14 juillet au 30 septembre.
- 2008 : Le grand aquarium expose « Abysses et les Dieux des Profondeurs », pendant quatre mois. Une exposition coproduite avec le magazine National Geographic.
- 2010 : La Compagnie des Alpes annonce la vente de sept parcs, dont le grand aquarium Saint-Malo au fonds d’investissement H.I.G. Capital France, associé à Laurent Bruloy, ancien dirigeant d'Aqualud[13].
- 2011 : Le grand aquarium est acquis par le groupe européen de parcs de loisirs et de vacances Looping[14].
- 2015 : Lancement de la nouvelle attraction Abyssal Descender.

## Économie
Au 30 septembre 2018, la société a réalisé un chiffre d'affaires de 5 554 300 € et dégagé un résultat de 1 102 100 €, avec un effectif moyen annuel de 31 salariés.

## Association Mer fragile
Créée en 2003 à l’initiative du grand aquarium et d’autres partenaires tels que la ville de Saint-Malo, l’association « Mer Fragile » vise à sensibiliser et éduquer le grand public des dangers qui menacent la mer mais aussi les littoraux. Son champ d'action s’étend à toute la côte d'Émeraude et passe par diverses opérations, comme le nettoyage de sites naturels, la sensibilisation des enfants dans le cadre scolaire ou encore la participation à la Journée mondiale de l'océan, créée en 1992 par l'Organisation des Nations unies.